# Furesø Kommune
Furesø Kommune er en nordsjællandsk kommune under Region Hovedstaden efter kommunalreformen i 2007.
Furesø Kommune i det nordøstlige Sjælland er opstået ved sammenlægning af de tidligere kommuner:
- Farum Kommune (Frederiksborg Amt)
- Værløse Kommune (Københavns Amt)

Ingen kommuner ønskede at gå sammen med Farum kommune pga. Farum-sagen og Farums dårlige økonomi, men både Værløse og Farum var for små til at fortsætte alene, så de blev tvunget sammen af forligspartierne, dog med en økonomisk kompensation på 50 mio. kr. årligt frem til år 2021. Samtidig fik kommunen lov til at fastholde en høj skat for Farum-delen af den nye kommune, mens Værløse beholdt det hidtidige niveau. Denne forskel i beskatning ophørte efter 2014.
I september 2008 blev Flyvestation Værløse, som er blevet tilbudt kommunen som del af den økonomiske kompensation pga. Farum-sagen, fredet, men fredningen blev ophævet i 2009 af Natur- og Miljøklagenævnet.
Furesø kommune ligger tæt på København i et stort naturområde med meget vand og skov og omfatter helt de to søer Farum Sø og Søndersø samt den vestlige del af Furesøen og en lille del af Bagsværd Sø. Vandarealet er omkring 10 km² og skovarealet omkring 15 km² af det samlede areal på omkring 57 km². Der er en strand og restaurant ved Furesøen, hvor der bl.a. dyrkes kajakroning og badning. Nørreskoven ligger på vestsiden af søen. Fra vest mod øst i kommunen kan bl.a. nævnes skovene Jonstrup Vang, Lille Hareskov og Store Hareskov, som grænser op til Frederiksdal Skov i Lyngby-Taarbæk Kommune.

## Byer
| Kommunens største byer |               |                   |
| Nr                     | By            | Indbyggere (2024) |
| 1                      | Farum         | 20.426            |
| 2                      | Værløse       | 13.248            |
| 3                      | Hareskovby    | 3.871             |
| 4                      | Jonstrup      | 2.215             |
| 5                      | Kirke Værløse | 989               |
| 6                      | Laanshøj      | 928               |

## Transport
S-togsstationerne Hareskov, Værløse og endestationen Farum ligger i kommunen.

## Politik

### Byrådet
Det første byråd i Furesø Kommune havde 25 medlemmer, der blev valgt ved Kommunalvalget den 15. november 2005. I løbet af byrådsperioden blev det vedtaget at reducere antallet af byrådsmedlemmer til 21.
Den tidligere borgmester i Værløse Kommune, Jesper Bach (V), blev kommunens første borgmester. Han blev efter valget i 2009 afløst af Ole Bondo Christensen (A).

### Borgmestre
| Navn                  | Parti             | Periode                            |
| --------------------- | ----------------- | ---------------------------------- |
| Jesper Bach           | Venstre           | 1. januar 2007 - 31. december 2009 |
| Ole Bondo Christensen | Socialdemokratiet | 1. januar 2010 -                   |

1. viceborgmester er Preben Sandberg Petterson, Socialdemokratiet. 2. viceborgmester er Lars Carstensen, Det Konservative Folkeparti.

## Mandatfordeling
| 6 |  | 3 | 2 | 10 |  | 2 |

| 15 | 10 |

| 8 | 1 | 4 | 2 | 1 | 4 | 1 |

| 11 | 10 |

| 10 | 1 | 3 | 1 | 5 | 1 |

| 14 | 7 |

| 10 | 1 | 3 | 1 | 1 | 4 | 1 |

| 14 | 7 |

| 8 | 2 | 5 | 1 | 3 | 2 |

| 11 | 10 |

| 8 | 2 | 5 | 1 | 3 | 2 |

| 13 | 8 |

| Navn                               | Parti                                    |
| ---------------------------------- | ---------------------------------------- |
| Ole Bondo Christensen (Borgmester) | Socialdemokratiet - 8 mandater           |
| Matilde Powers                     | Socialdemokratiet - 8 mandater           |
| Hasan Yilmaz                       | Socialdemokratiet - 8 mandater           |
| Muhammed Bektas                    | Socialdemokratiet - 8 mandater           |
| Bettina Ugelvig Møller             | Socialdemokratiet - 8 mandater           |
| Sussy Sara Hasle Hansen            | Socialdemokratiet - 8 mandater           |
| Lene Munch-Petersen                | Socialdemokratiet - 8 mandater           |
| Lene Bang                          | Socialdemokratiet - 8 mandater           |
| Lars Carstensen                    | Det Konservative Folkeparti - 5 mandater |
| Egil Hulgaard                      | Det Konservative Folkeparti - 5 mandater |
| Rikke Blak-Kristiansen             | Det Konservative Folkeparti - 5 mandater |
| Yuying Chen                        | Det Konservative Folkeparti - 5 mandater |
| Niels Jørgen Brandt                | Det Konservative Folkeparti - 5 mandater |
| Gustav Juul                        | Venstre - 3 mandater                     |
| Christine Møller-Jensen            | Venstre - 3 mandater                     |
| Lars Carpens                       | Venstre - 3 mandater                     |
| Tine Hessner                       | Radikale Venstre - 2 mandater            |
| Anders Medum Groth                 | Radikale Venstre - 2 mandater            |
| Øjvind Vilsholm                    | Enhedslisten - 2 mandater                |
| Helle Vallentin                    | Enhedslisten - 2 mandater                |
| Jesper Dyhrberg                    | Socialistisk Folkeparti - 1 mandat       |

| Udtrådt                 | Indtrådt          | Parti             | Dato             |
| ----------------------- | ----------------- | ----------------- | ---------------- |
| Christine Møller-Jensen | Musa Harmanci     | Venstre           | 24. januar 2022  |
| Gustav Juul             | Jesper Larsen     | Venstre           | 2. november 2022 |
| Matilde Powers          | Niels Bjerre Degn | Socialdemokratiet | 7. november 2022 |